# Cister

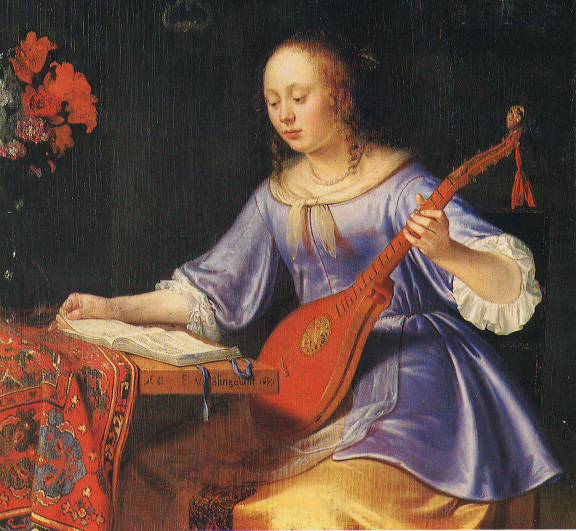
„Frau mit Cister“. Gemälde aus dem Jahr 1677 von Pieter Cornelisz van Slingelandt.

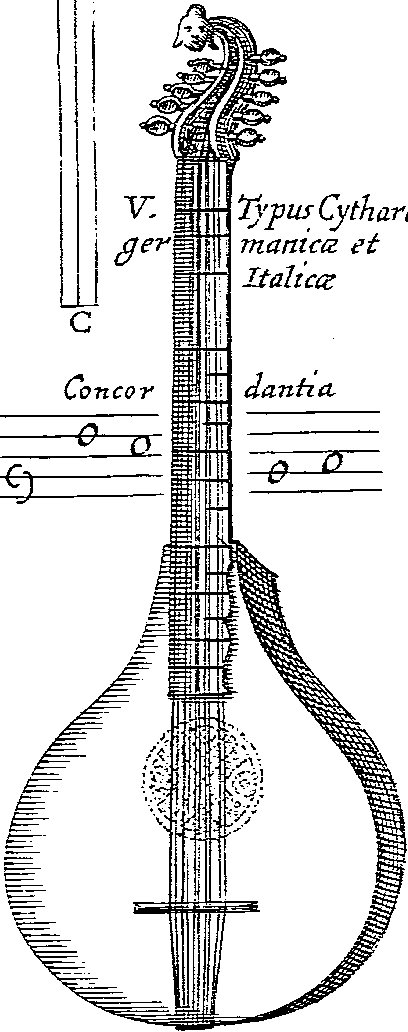
Cister. Teil der Illustration Instrumenta polychorda aus: Athanasius Kircher, Musurgia Universalis. Um sie von den anderen dort abgebildeten Instrumenten zu unterscheiden, wird sie hier als Cythara Germanica et Italica bezeichnet.

Die Cister  oder Zister ist ein Zupfinstrument aus der Familie der Kastenhalslauten. Sie existiert in einer Vielfalt von Bauformen, weshalb die Cister nicht als ein bestimmtes Instrument, sondern als eine Instrumentenfamilie angesehen wird.

## Geschichte und Bauform
Die Cister wurde zwischen dem 10. und 12. Jahrhundert von der Laute abgeleitet. Cistern haben im Unterschied zu den meisten Lauten stets Metallsaiten. Diese sind Doppelsaiten (Chöre) aus Stahl, Messing, Eisen oder gelegentlich auch Silber. Die Anzahl der Saiten variiert, und auch die Stimmung ist keinesfalls einheitlich. Häufig wird bei Cistern eine offene Stimmung verwendet.
Der Korpus der Cister kann tropfen- oder birnenförmig sein oder auch einen geschweiften Umriss ähnlich einer Glocke („Hamburger Cithrinchen“) besitzen. Er besitzt Zargen, die oft zum Hals hin breiter werden, sowie ein Schallloch. Die Bünde sind fest im Griffbrett eingelassen.
Die meist eher kleine Mensur sowie die offene Stimmung führte dazu, dass die Cister in der Renaissancezeit als auch von Anfängern einfach zu spielendes Volksinstrument große Verbreitung fand. Zu ihren bekanntesten Komponisten dieser Zeit gehörten der Engländer Anthony Holborne, der auch ein Lehrwerk für das Instrument verfasste, und mit Carminum quae Cythara pulsantur der Belgier Sebastian Vreedman (auch Sebastiaen Vredeman geschrieben).
Zur Familie der Cistern gehören auch das Orpheoreon und die Pandora.

## Etymologie und Namensvielfalt
Abgeleitet von griechisch κιθάρα kithara – vergleiche auch Gitarre – existieren zahlreiche Namensschreibweisen und regionale Formen, beispielsweise Cyther, Bergmannszither, Halszither, Harzzither, Lutherzither, Thüringer Zither, Waldzither und mittelhochdeutsch sowie frühneuhochdeutsch Zitter (und Zitterlein), altfranzösisch (etwa bei Guillaume de Machaut und Jean Le Fèvre de Saint-Remy) auch guisterne. Nicht zu verwechseln sind diese Instrumente daher mit der Zither.
Im deutschen Sprachraum existieren verschiedene Namen für Cistern, die stets für große Verwirrung sorgten und sorgen. Außer den weiter oben genannten Bezeichnungen waren im Laufe der Geschichte noch die Begriffe Citer, Cithar, Citter, Cythar, Cytthar, Sister, Siter, Wartburglaute, Ziethar, Ziter, Zithar, Zütter, und Zyther in Verwendung. Der alte Name Zitter und alle Namen, die -zither enthalten, macht die Verwechslung mit der Zither leicht möglich. Durch den besonders in der Schweiz bekannten Namen Halszither (Zithern haben keinen Hals) wird eine klare Unterscheidung ermöglicht. Der Begriff Lutherzither entstand offenbar im 19. Jahrhundert durch die Annahme, dass Martin Luther ein „Meister der Cister“ gewesen sein soll. Dafür gibt es allerdings keine historischen Belege.

## Spieltechnik und Stimmung

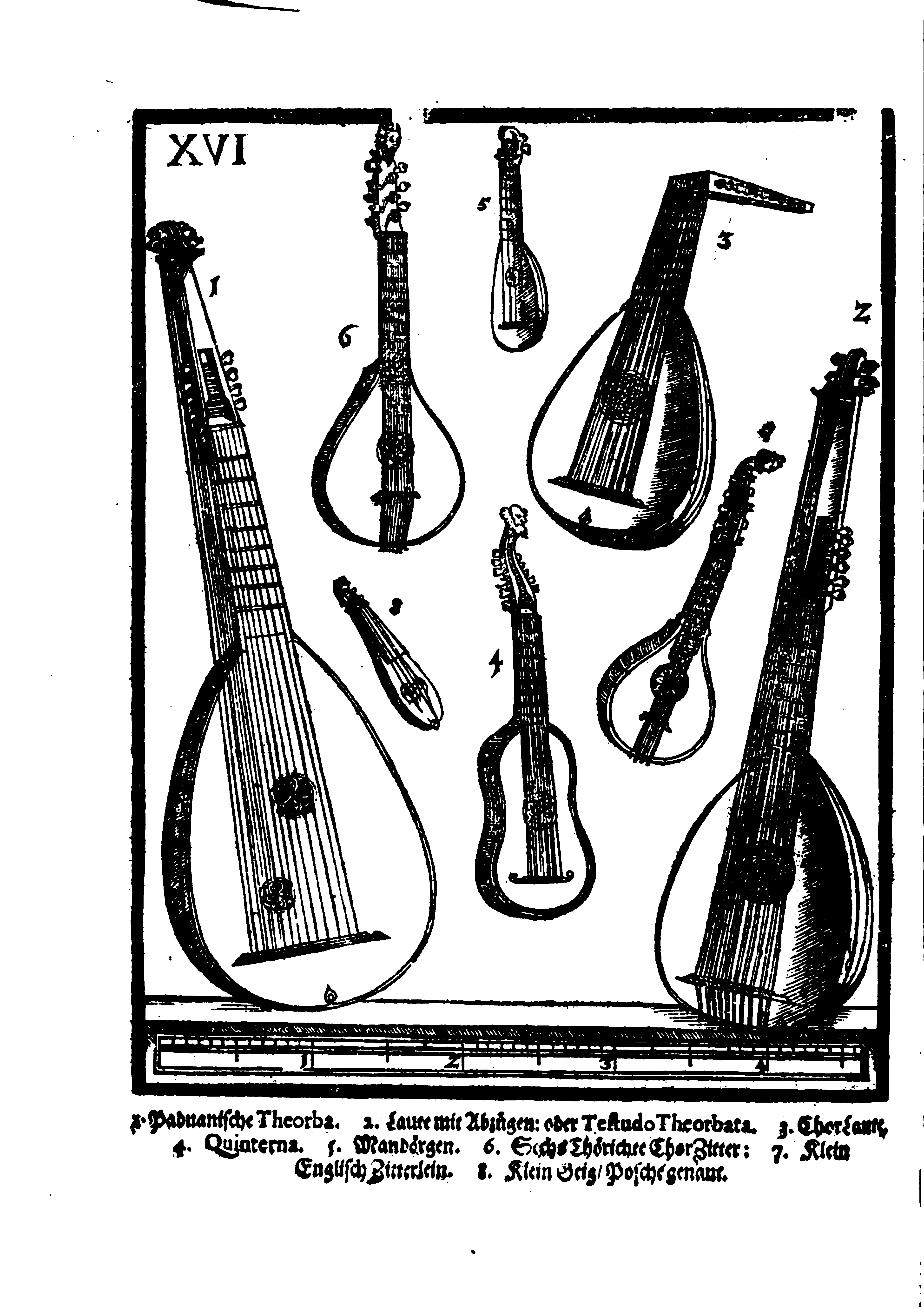
Syntagma musicum. Nr. 6.: sechschörige „Chor-Zitter“, Nr. 7: „Klein Englisch Zitterlein“

Die Chöre werden mit der rechten Hand mit einem Plektrum oder einem Federkiel angeschlagen, die linke Hand greift. Es gibt verschiedene Stimmungen bei Cistern, meist trifft man auf offene Stimmungen wie: cc ee gg c'c' e'e' g'g' (sechschörig); gelegentlich auch auf Mandolastimmungen. Während der Renaissance hatten Cistern meist vier (hh gg d'd' e'e') bis zu zehn Chöre, moderne Varianten haben in der Regel fünf bis sechs.
Ursprünglich wurde die Cister zur mittelalterlichen Bordunspielweise verwendet, darauf deuten die italienische Stimmung (hh gg d'd' e'e') und die französische Stimmung (aa gg d'd' e'e') bei vierchörigen Cistern des 16. Jahrhunderts hin: Die Melodie wurde auf dem 4. oder 3. Chor gegriffen, dazu wurden als Bordun die jeweils zwei nächstunteren Chöre leer angeschlagen. In der Renaissancezeit entwickelte sich dann die polyphone Spielweise. Cistern können als reines Melodie-, als Begleitinstrument, aber auch als polyphones Soloinstrument verwendet werden.

## Bauformen und Benennung

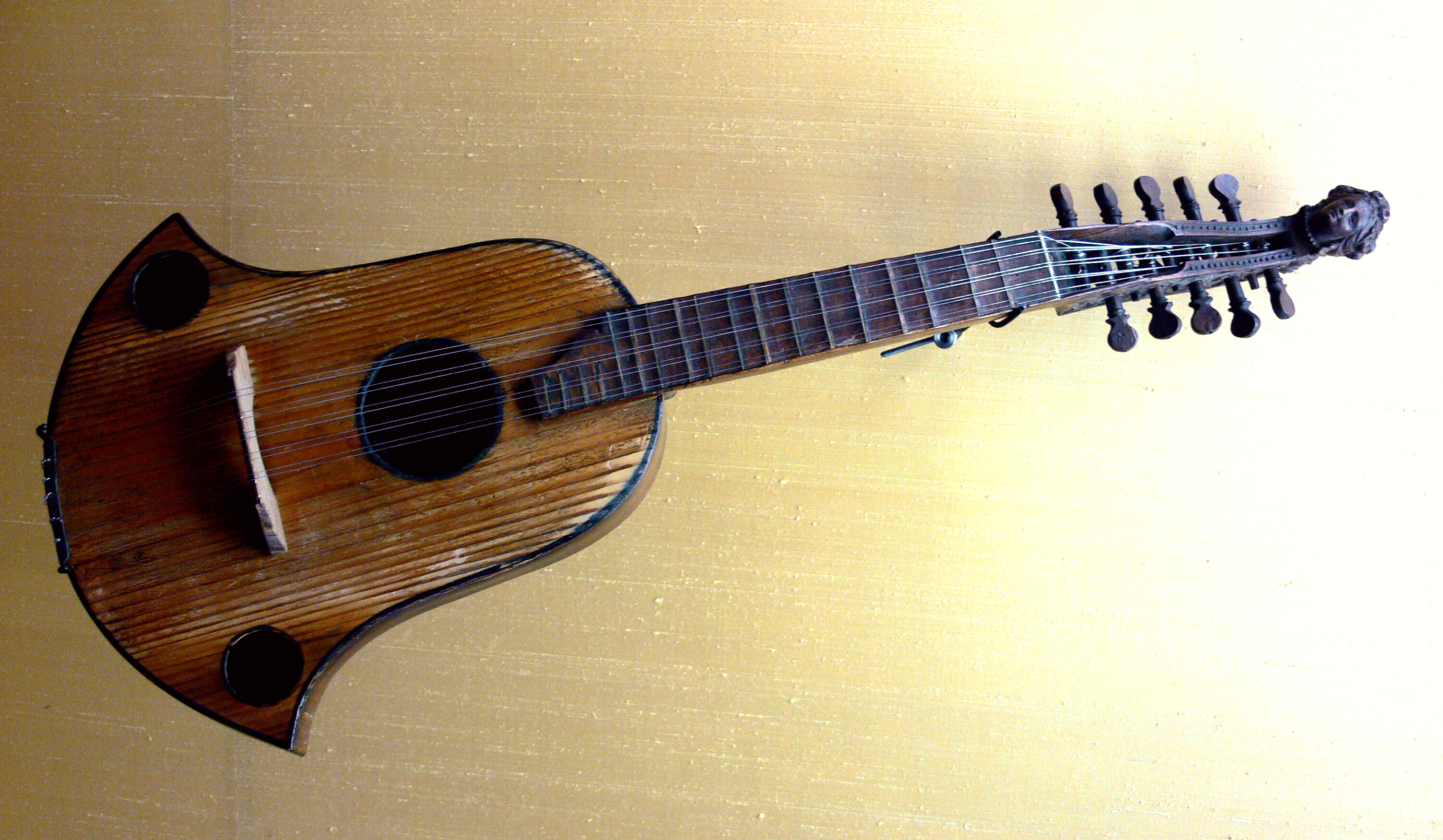
10-saitiges Hamburger Cithrinchen von Hinrich Kopp (1686)
Zister (1688), Museum für Kunst und Gewerbe Hamburg
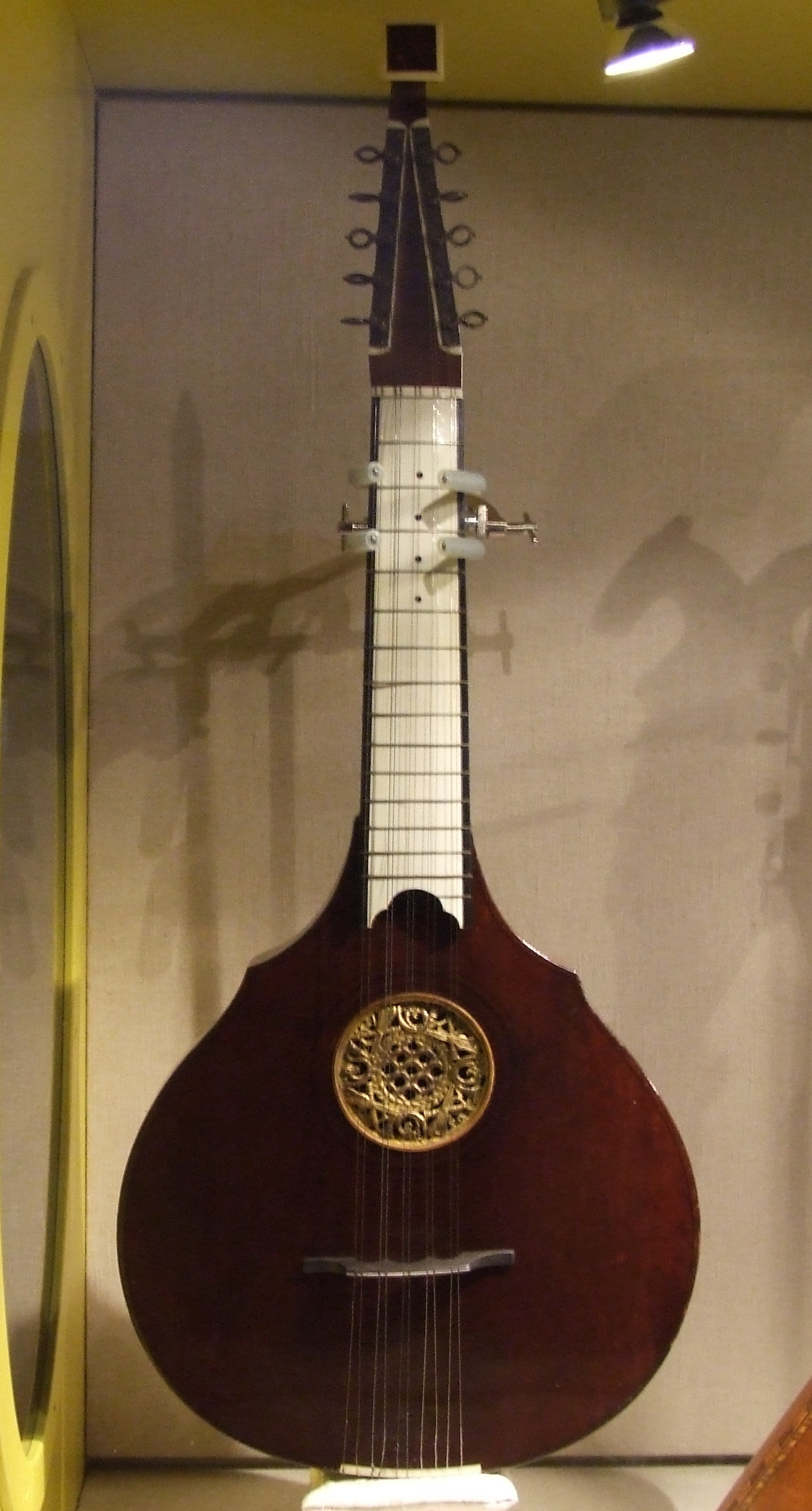
English guitar, gebaut 1772 von William Gibson in Dublin
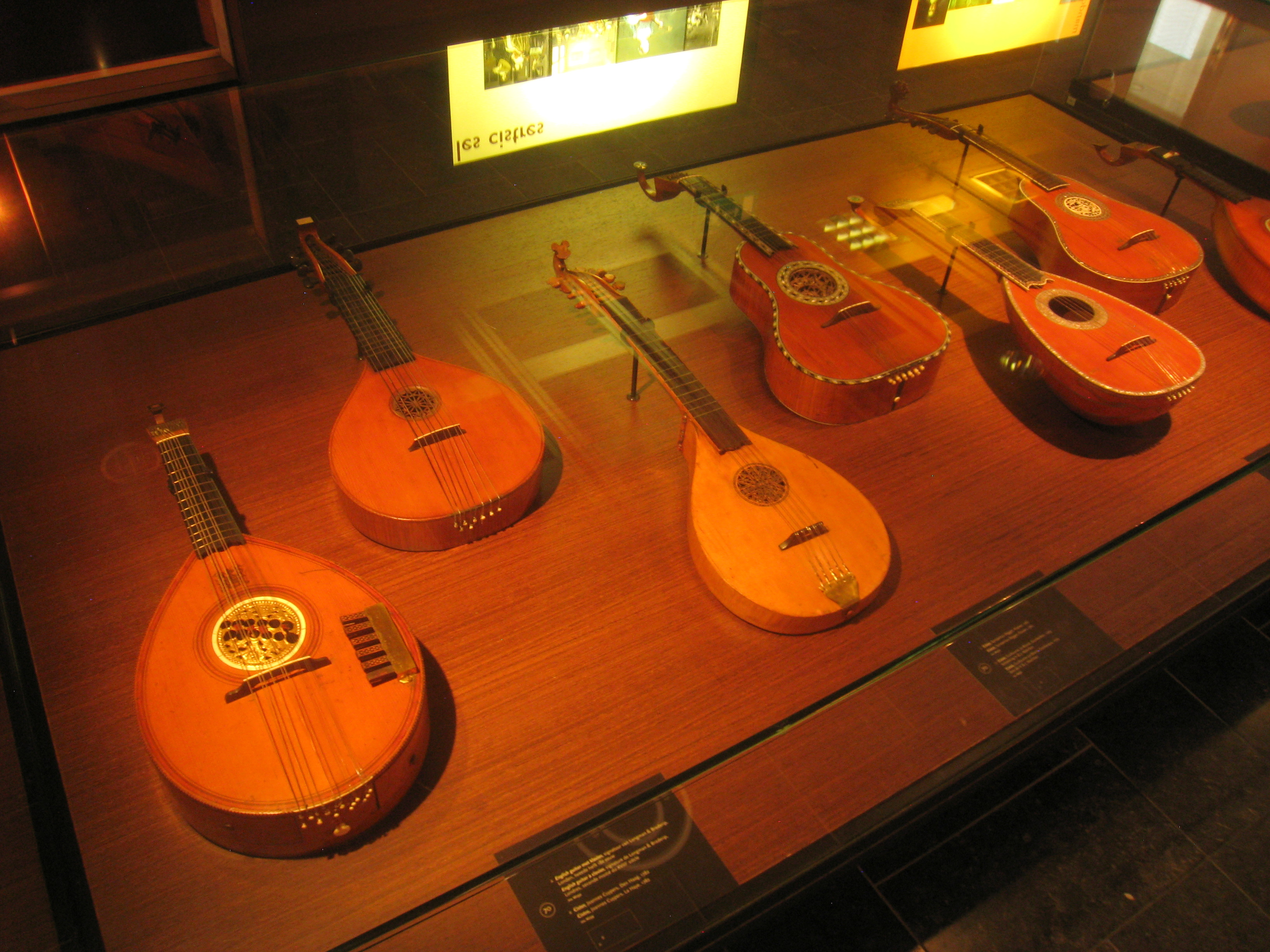
Saiteninstrumente im Musikinstrumentenmuseum, Brüssel
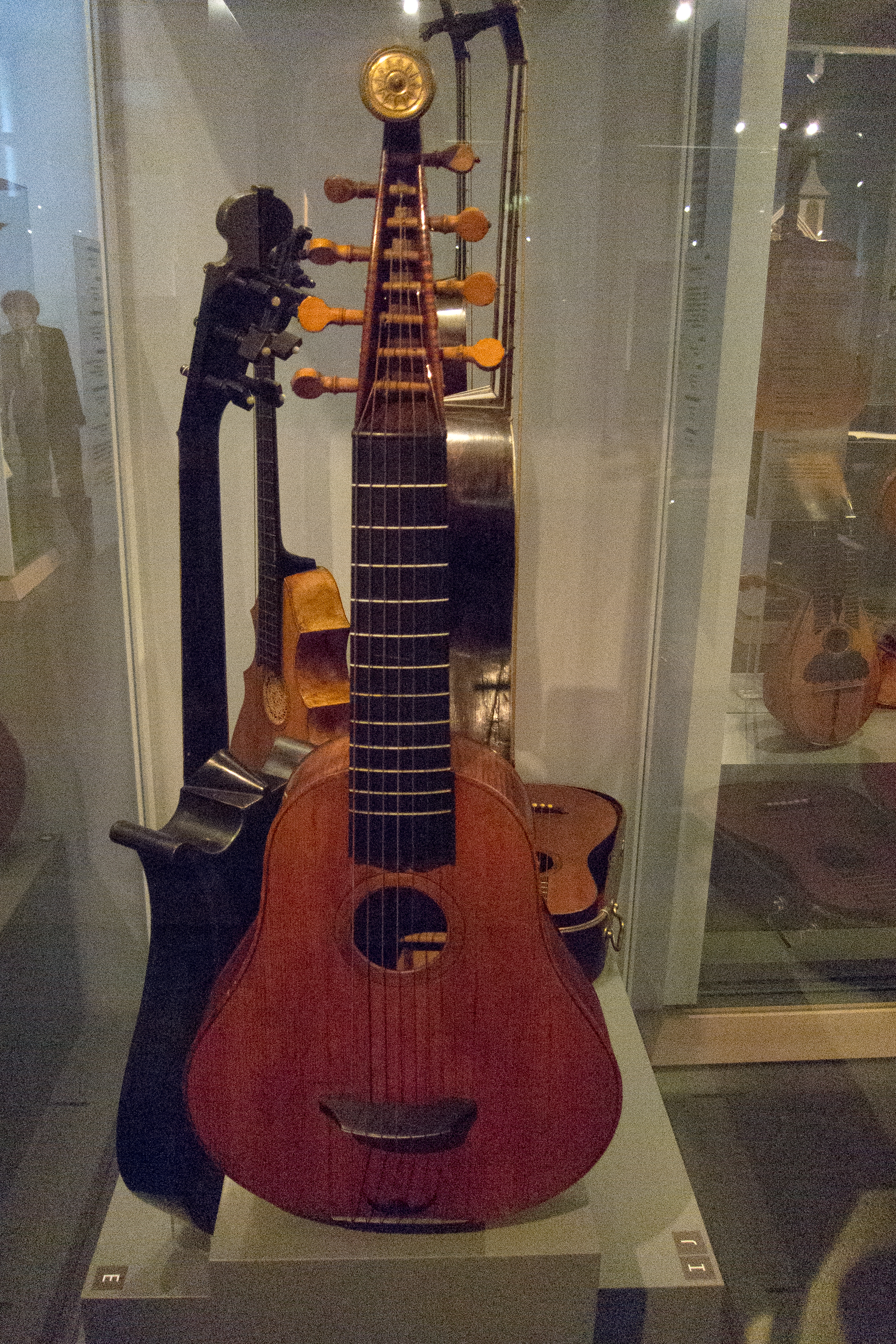
Deutsche Guitarre, gebaut 1800 von Johann Wilhelm Bindernagel in Gotha
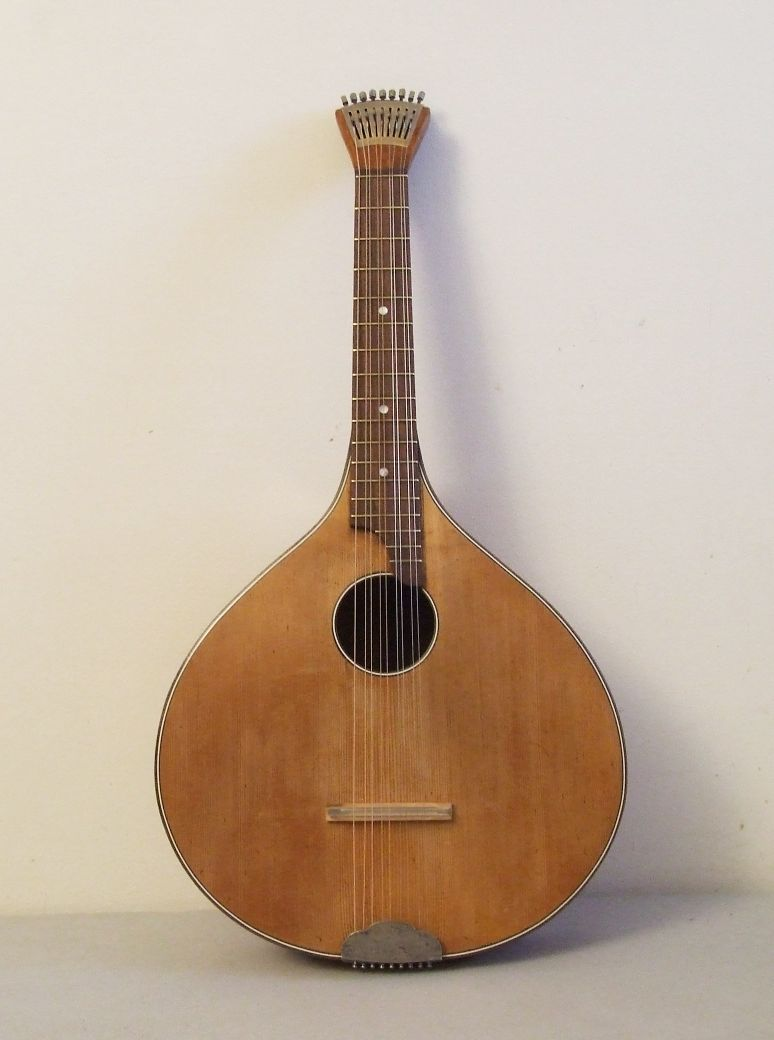
Hamburger Waldzither
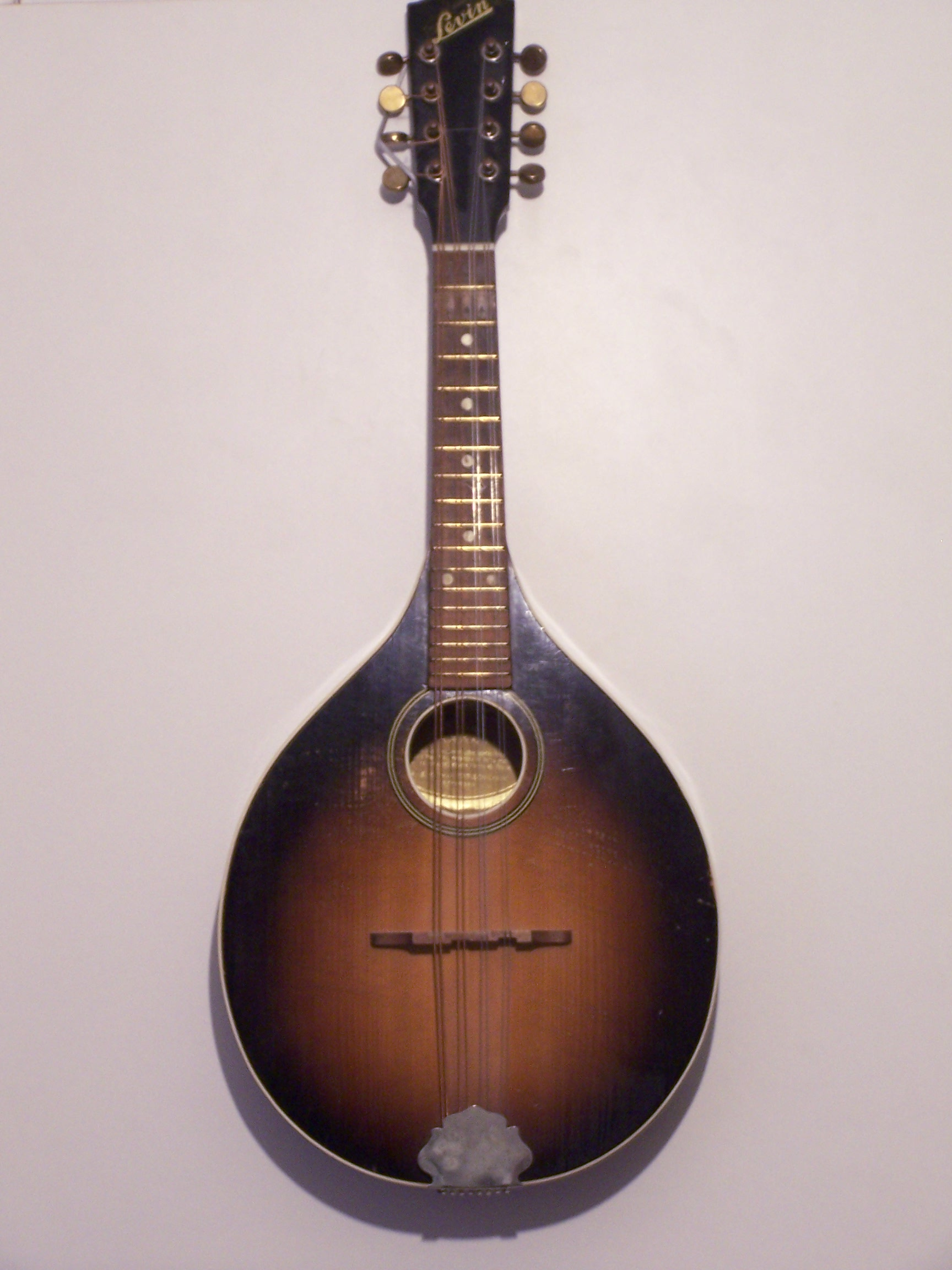
Flachmandoline
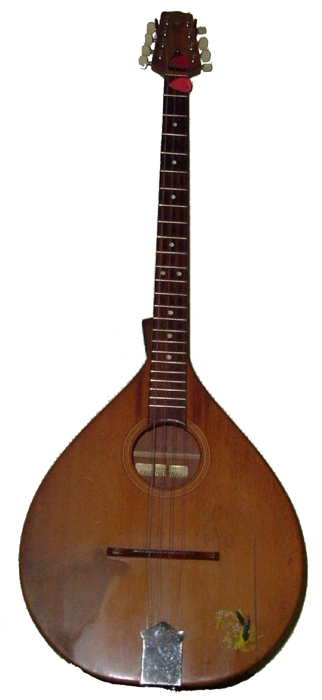
Irish bouzouki

### English guitar
Eine bestimmte Art von Cistern, die in Europa von ca. 1750 bis 1850 verbreitet war, trug ab etwa 1800 die Bezeichnung „englische Gitarre“ (vgl. bereits bei Michael Praetorius im Syntagma musicum das „Klein Englisch Zitterlein“), englisch English guitar bzw. französisch Guitare anglese. Die Gitarre, die im Gegensatz zu heute – meist sechs Einzelsaiten – damals fünf Chöre besaß, war um 1800 besonders in England noch nicht weit verbreitet, und die damaligen Bezeichnungen für Cister (cittern, cithern, cetra oder citra) und Gitarre (gittern, guitar oder guittar) wurden ab etwa 1750 synonym verwendet.
Die Saiten der English guitar wurden mit den Fingern gezupft wie eine Laute oder Gitarre und nicht mit dem Plektrum angeschlagen wie sonst bei der Cister. Die English guitar hatte meist einen tropfenförmigen Korpus, zwei Basssaiten und vier Chöre in der offenen Stimmung c e gg c'c' e'e' g'g' (C-Dur). Seit ca. 1760 besaß die English guitar eine Preston’s machine, eine Stimmmechanik aus längs gerichteten Schrauben, bei denen kleine Haken auf die Gewinde geschraubt waren. Die Haken ragten durch Schlitze im Kopf nach vorne, um an ihnen die Saiten aufzuhängen. Mit einem speziellen Schlüssel konnte man hinten die vierkantigen Köpfe der Schrauben drehen und so die Saiten stimmen. Oftmals waren zwischen den ersten drei oder vier Bünden Löcher ins Griffbrett eingebohrt, in welchen ein Kapodaster befestigt werden konnte. Durch die einfache Handhabung, die offene Stimmung und die leichte Anwendbarkeit verschiedener Tonarten durch die Verwendung von Kapodastern erlangte die English guitar sehr große Verbreitung in der gesellschaftlichen Mittelschicht.

### Sister („Deutsche Guitarre“)
Der in Gotha wirkende Instrumentenbauer Johann Wilhelm Bindernagel (um 1770–1845) stellte eine Gitarre-Zister-Mischform, genannt „Sister“ oder „Deutsche Guitarre“ her, die mit sieben Darmsaiten ausgestattet war.

### Cithrinchen

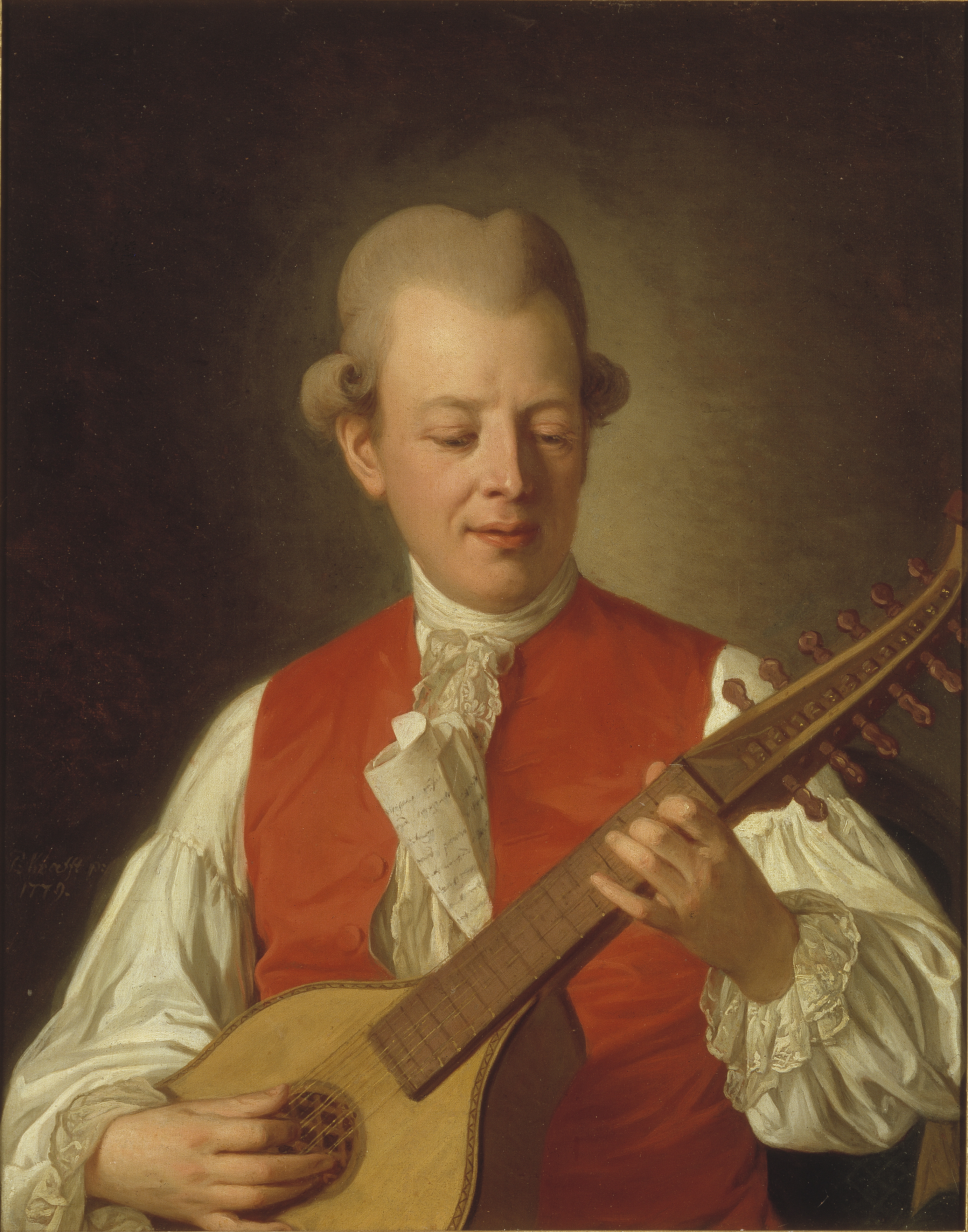
Carl Michael Bellman mit 12-saitigem Cithrinchen, Gemälde von Per Krafft dem Älteren (1779)

Das Cithrinchen, auch Citrinchen geschrieben, ist eine kleinere Abart der Cister mit glockenförmigem Korpus. Sie besitzt auf dem Gemälde von Per Krafft 12 Saiten (bzw. 6 Saitenchöre), kann jedoch auch nur 10 Saiten (5 Saitenchöre in der Stimmung c-e-g-h-e′) wie die English guitar haben.

### Portugiesische Gitarre

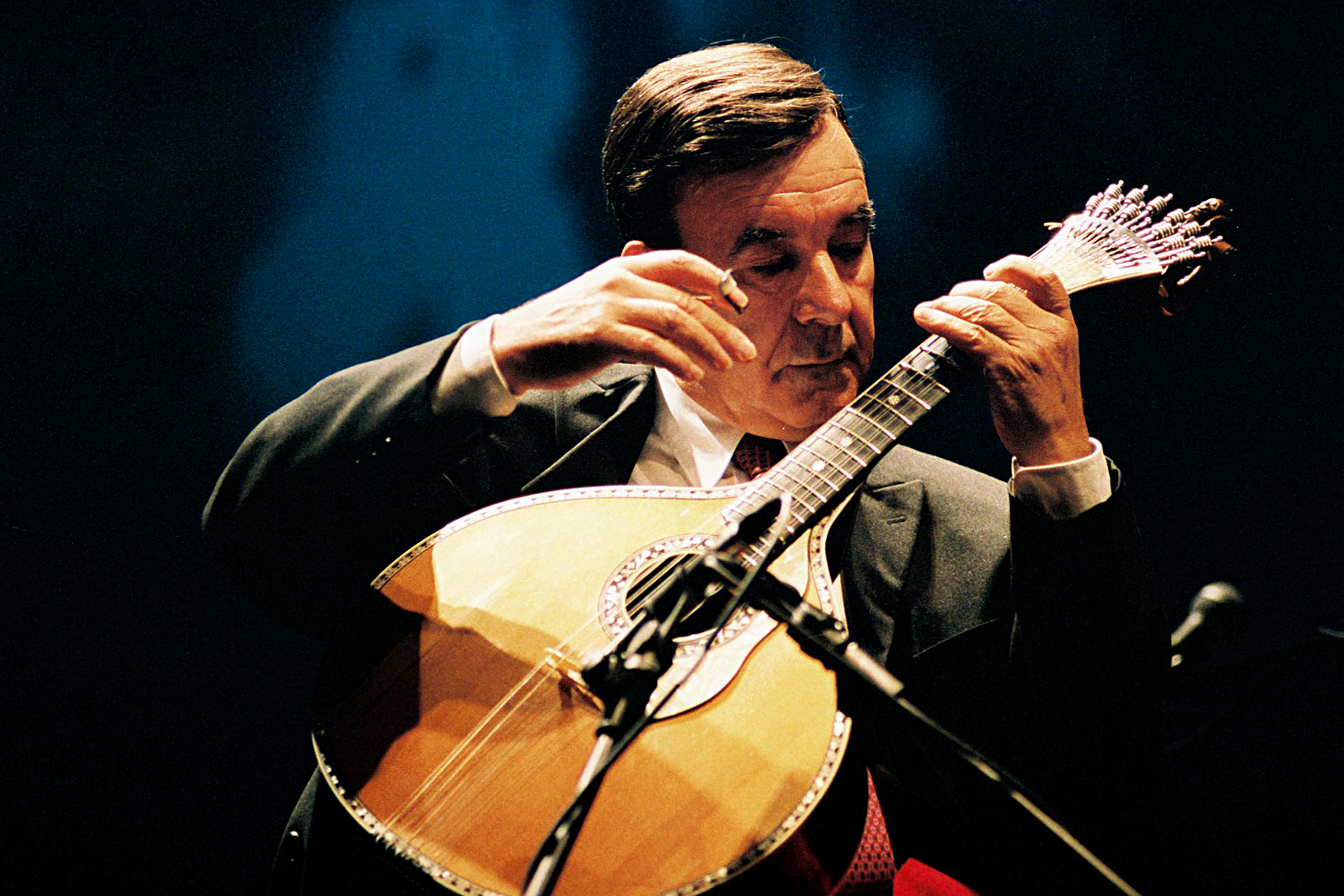
Portugiesische Gitarre

Die Portugiesische Gitarre (guitarra portuguesa) entwickelte sich im 19. Jahrhundert im bürgerlichen Portugal. Sie ist eine heutzutage weit verbreitete, eigenständige Weiterentwicklung der Renaissance-Cister und der English guitar und wurde durch ihre Verwendung beim Fado sehr populär. Sie hat sechs Chöre und die Mechanik der Preston's machine. Man unterscheidet zwei verschiedene Typen der modernen portugiesischen Gitarre, die sich in den beiden traditionellen Universitätsstädten Coimbra und Lissabon herausgebildet haben. Das etwas größer dimensionierte Coimbra-Modell hat die Stimmung cc' gg' aa' d'd' g'g' a'a' und das Lissabon-Modell die Stimmung dd' aa' hh' e'e' a'a' h'h'. Die oktavierten tieferen Saitenchöre werden gerne im Solospiel zur Variation (Musik) eingesetzt und verleihen der Portugiesischen Gitarre ihren zuweilen als „weinerlich“ beschriebenen Klang. Die Saiten werden traditionell vorwiegend mit Aufschlägen des Zeigefingers angerissen, meistens unter Zuhilfenahme einer Art Fingerpick. Plektren sind heutzutage ungebräuchlich.

### Krienser Halszither
Um 1880 entstand in Kriens in der Schweiz eine Variante der Cister mit einem kleinen, gitarrenförmigen Korpus, die Krienser Halszither. Sie bildet zusammen mit Mandoline, Gitarre, Kontrabass und Tischzither einen Bestandteil der Krienser Hausmusik.

### Waldzither
Anfang des 20. Jahrhunderts wurde in Deutschland eine weitere moderne Bauform der Cister, die Waldzither, im Rahmen der Wandervogelbewegung ein beliebtes Volksinstrument. In den 1970er Jahren fand sie in der deutschen Folkmusik wieder mehr Verwendung, und seit den 1980er/1990er Jahren auch gelegentlich in der Musik der Mittelalterszene, zum Beispiel von der Mittelalterrockgruppe In Extremo.
Die Waldzither hat meist vier Chöre und eine einzelne Bass-Saite. Sie ist meist in der offenen C-Dur-Stimmung c gg c'c' e'e' g'g' gestimmt.

### Flachmandoline und Mandola
Die Mandola, die Mandoline in der Bauform als Flachmandoline und das Mandocello können als eng mit der Cister verwandt oder als zur Familie der Cistern gehörend angesehen werden. Sie haben metallene Doppelsaiten und den flachen Korpus einer Cister. Mandola und Mandoline besitzen vier Saitenchöre, die in der Regel in einer Quintenreihe gestimmt sind -- bei Mandoline gg d’d’ a’a’ e’’e’’. Offene Stimmungen sind bei diesen Instrumenten eher unüblich.

### Irish bouzouki
Die Irish bouzouki wurde in den 1960er Jahren in Irland entwickelt. Sie hat meist vier Chöre und den breiten flachen Korpus der Cister, im Unterschied zum birnenförmig gerundeten Korpus (Schalenhalslaute) der griechischen Bouzouki.